# Carl August Bünte
Carl August Bünte (* 23. September 1925 in Berlin; † 6. Juni 2018) war ein deutscher Dirigent und Hochschullehrer.

## Leben und Wirken
Carl August Bünte ist ein Sohn von Charles Bünte. Er studierte von 1946 bis 1949 in der Meisterklasse bei Sergiu Celibidache am Internationalen Musikinstitut Berlin (einem Vorgänger der Universität der Künste Berlin) Dirigieren und bei Paul Höffer Komposition. Bünte war Chefdirigent des Berliner Symphonischen Orchesters von 1949 bis 1967 – so lange, wie dieses Sinfonieorchester in Berlin (West) bestand. Dieses Orchester führte  bis zu 60 Konzerte im Jahr innerhalb und außerhalb von Berlin auf und gastierte häufig in der Hamburger Musikhalle sowie in Oldenburg, Hannover, Hildesheim, Köln, Düsseldorf, Speyer, Nürnberg, Stuttgart, Bremen und München. Mit dem Orchester wurde er auch für die Berliner Festwochen verpflichtet.
Bünte war von Beginn an auch Chefdirigent des 1967 neu gegründeten Symphonischen Orchesters Berlin (SOB). Es war aus der Vereinigung des Berliner Symphonischen Orchesters mit dem damaligen Deutschen Symphonieorchester hervorgegangen. Im Jahr 1973 beendete Bünte seine dortige Tätigkeit auf eigenen Wunsch, um seine Karriere in anderen europäischen Ländern und in Japan und Südamerika fortzusetzen.
Nach 1978 war Bünte einige Jahre als Gastprofessor für Dirigieren und Orchesterleitung an der Staatlichen Universität für Bildende Künste und Musik Tokio/Japan tätig. Bünte dirigierte als Gast in Japan (14 Orchester), England, Schweden, Dänemark, Frankreich, Österreich, Griechenland, Argentinien, Uruguay und Chile. In der Bundesrepublik Deutschland dirigierte Bünte 19 Orchester als Gast, darunter die Berliner und die Münchner Philharmoniker.
Von 1987 bis 1999 war Bünte an der Hochschule der Künste Berlin als Hochschulprofessor für Dirigieren tätig.

Bünte war von 1957 bis 1965 mit der Schauspielerin Brigitte Grothum und in dritter Ehe mit Heidi Bünte, geborener Napetschnig, Attaché im Diplomatische Dienst Österreichs, verheiratet.

## Auszeichnungen
Bünte erhielt 1962 den Kritikerpreis in der Sparte Musik, verliehen vom Verband der Deutschen Kritiker. u. a. für „seine Arbeit mit dem Berliner Symphonischen Orchester […] insbesondere durch seine Interpretation der Werke Beethovens und Bruckners hat er bewiesen, dass er den Geist dieser Werke zu erwecken versteht. Carl August Bünte ist heute eine im Berliner Musikleben fest verankerte Dirigenten-Persönlichkeit.“
1982 wurde Bünte zum Ehrendirigenten des Kansai Philharmonic Orchestra Osaka/Japan und 1982 zum Ehrenprofessor der Tokyo National University of Fine Arts and Music ernannt. Ernennung zum Honorar-Professor der Hochschule der Künste Berlin (Universität der Künste) am 12. Januar 1998.

## Diskografie (Auswahl)
- Sergej Rachmaninoff: 2. Konzert für Klavier und Orchester op. 18 / Robert Schumann: Symphonie Nr. 4 op. 120. Bella Musica, Bühl 2014
- Ludwig van Beethoven: Symphonie Nr. 2 D-Dur op. 36 / Peter I. Tschaikowsky: Symphonie Nr. 2 c-Moll op. 17.  Bella Musica, Bühl 2013
- Franz Schubert: Symphonie Nr. 8 Grosse C-Dur op. posthum / Ludwig van Beethoven: Ouv. "Die Weihe des Hauses" op. 124. Bella Musica, Bühl 2013
- Hector Berlioz: Phantastische Symphonie op. 14 / Richard Strauss "Tod und Verklärung" op. 24. Bella Musica, Bühl 2013
- Ludwig van Beethoven: Symphonie Nr. 5 c-Moll op. 67. Bella Musica, Bühl 2012
- Johannes Brahms: Symphonie Nr. 4 e-Moll op. 98. Bella Musica, Bühl 2012
- Peter I. Tschaikowski: Symphonie Nr. 6 h-Moll op. 74. Bella Musica, Bühl 2011
- Peter I. Tschaikowski: Serenade für Streichorchester, op. 48. Bella Musica, Bühl 2011
- Anton Bruckner: Symphonie Nr. 7 E-Dur, Originalfassung Haas. Bella Musica, Bühl 2011
- Ludwig van Beethoven: Deutsche Tänze 1-3. Bella Musica, Bühl 2006
- Franz Schubert: Deutsche Tänze. Bella Musica, Bühl 2006
- Bedŕich Smetana: Die Moldau / Ouvertüre zu Libussa / Sârka / Tanz der Komödianten. Intercord-Tongesellschaft, Stuttgart 1978
- Ludwig van Beethoven: 9. Symphonie d-Moll, op. 125 mit Schlusschor "An die Freude". Bella Musica, Bühl 2004
- Ludwig van Beethoven: 3. Symphonie Es-Dur "Eroica". Bella Musica, Bühl 2007
- Giuseppe Verdi: Ouvertüren und Triumphmarsch aus Aida. CBS & Intercord, 1972
- Maurice Ravel: Bolero. Musica et litera. & Edition Lazare USA
- Peter I. Tschaikowski: Symphonie Nr. 5 e-Moll op. 64. Bella Musica, Bühl 2009
- Johannes Brahms: 2. Serenade op. 16. Bella Musica, Bühl 2009
- Ludwig van Beethoven: 6. Symphonie F-Dur op. 68 "Pastorale". Bella Musica, Bühl 2009
- Richard Strauss: "Don Juan" Tondichtung für großes Orchester. Bella Musica, Bühl 2009
- Ludwig van Beethoven: Klavierkonzerte Es-Dur 1784 und D-Dur in einem Satz (Jugendkonzerte). Turnabout TV 34367S © 1971
- Mozart-Haydn-Beethoven-Schubert: Deutsche Tänze. CBS 1971
- George Gershwin: Rhapsodie in Blue – Klavierkonzert in F. ca. 1960 VEGA + Edition Lazare USA
- Alfredo Casella: Scarlettiana, iGM-La Musica Moderna
- Carl Maria von Weber: Grand Pot Pourri für Cello und Orchester. Turnabout (Made in USA)
- Ferruccio Busoni: Konzertstück f. Klav. u. Orch., Rondo Arlecchinesco, Divertimento, Concertino f. Klarinette u. Orch., Candide-VOX
- Gustav Holst: Die Planeten u.a.m., iGM La Musica Moderna
- John Field: Klavierkonzert Nr. 2, Candide USA
- Joh. Nep. Hummel: Klavierkonzert G-Dur, Turnabout USA
- Giov. Batt. Viotti: Violinkonzert & Konzert f. Violine, Piano und Orchester, Turnabout London